# Associação de Futebol do Catar
A Associação de Futebol do Catar (QFA, sigla em inglês) foi criada em 1960 para gerir, promover e divulgar o futebol no Catar. Filiou-se a FIFA em 1972 e a AFC em 1974.

## História
O advento do futebol no Catar remonta ao ano de 1948, acompanhado pela chegada das companhias petrolíferas. A popularidade do novo jogo se expandiu imediatamente, o que levou ao aparecimento do Al Najah como o primeiro clube de futebol do país em 1950. O interesse pelo futebol desenvolveu-se rapidamente na década de 1950. Sob a supervisão da Qatar Petroleum, o primeiro torneio de futebol no Qatar foi realizado na cidade de Dukhan. Apesar da participação de várias equipes de Doha - incluindo Al Najah - a equipe anfitriã Dukhan conseguiu vencer o torneio de Izzadeen de 1951. A Qatar Petroleum substituiu a antiga competição por uma nova, a Pukett Cup começou durante a temporada de 1957, o Al Najah ganhou a taça pela primeira vez em sua história.[carece de fontes?] A Qatar Football Association (QFA) foi fundada em 1960 para comandar o futebol no Qatar e tornou-se membro da FIFA em 1963. A Associação organizou a primeira Qatar League em 1972–73.
Seja local ou regionalmente, as regras e regulamentos não eram muito restritivos sobre a mudança de jogadores de um clube para outro, apenas uma carta de demissão e 10 rúpias indianas eram exigidas do jogador que desejasse se mudar. Esse sistema pouco exigente vigorou até o ano de 1962. O primeiro local com gramado na região do Golfo foi o Estádio Doha, inaugurado em 1962. O Catar construiu o Estádio Internacional Khalifa na década de 1970 para servir como o estádio do país. O estádio esportivo icônico foi reformado e ampliado de 2003 a 2017 e a final da Copa Emir foi realizada lá em 2017. Em 2022, sediará partidas da Copa do Mundo.
Em 1981, a seleção nacional juvenil do Catar participou da Copa do Mundo Júnior da FIFA na Austrália, surpreendentemente derrotando o Brasil por 4 a 3 nas quartas de final e a Inglaterra por 2 a 1 nas semifinais. A final foi perdida por 0-4 contra a Alemanha Ocidental.
O time de futebol do Catar participou dos Jogos Olímpicos de Verão de 1984 em Los Angeles.
Em 1988 e 2011, o Catar sediou a Copa da Ásia, que é o maior evento de futebol do continente, e venceu a competição em 2019.
O Catar sediou a Copa do Golfo em 1976, 1992 e 2004, vencendo o maior torneio para seleções da região em 1992 e 2004. Em 2014, o Catar ergueu o troféu pela terceira vez depois de derrotar a anfitriã Arábia Saudita na final.
De 13 a 28 de abril de 1995, a Copa do Mundo FIFA Sub-20 foi realizado em Doha, vencido pela Argentina.
De 30 de novembro a 18 de dezembro de 2021, o Catar sediou a Copa Árabe da FIFA 2021. Dezesseis times árabes competiram nos estádios da Copa do Mundo de 2022.